# 深水惣吉
深水 惣吉（ふかみ そうきち、1902年7月3日 - 1982年5月24日）は、日本の経営者。山陽電気鉄道社長を務めた。

## 経歴
山口県出身。1927年に彦根高等商業学校を卒業し、同年に宇治川電気(のちの山陽電気鉄道)に入社。1947年10月に取締役に就任し、1952年2月に常務、1954年11月に専務を経て、同年12月に社長に就任。社長在任時には、鉄道の輸送力増強と神戸高速鉄道への乗り入れと須磨浦における観光開発に力を入れた。1973年5月に会長に就任。
1964年6月に運輸大臣表彰を受け、1966年11月に藍綬褒章を受章し、1976年11月に勲二等瑞宝章を受章。
1982年5月24日、心筋梗塞のために死去。79歳没。